# Grabsteine des jüdischen Friedhofs Regensburg
Die Grabsteine des mittelalterlichen jüdischen Friedhofs in Regensburg dokumentieren die Bedeutung dieser Gemeinde in Aschkenas. Man schätzt, dass auf dem mittelalterlichen Friedhof während der rund 300 Jahre seines Bestehens über 4000 Beisetzungen stattfanden. Nach der Vertreibung der jüdischen Gemeinde aus der Reichsstadt im Jahr 1519 wurden die Friedhofsmauern von den Regensburger Bürgern niedergerissen und die Grabsteine geraubt. Einige Hausbesitzer brachten solche hebräischen beschrifteten Grabsteine als antijüdische Trophäen an den Außenmauern ihrer Häuser an und erläuterten diese Maßnahme explizit in mehreren Fällen durch erklärende Beischriften. Dem Grabstein wurde dadurch eine neue Bedeutung zugewiesen und er pries nun die Vertreibung der Juden und hielt die Erinnerung an die Vertreibung – in zeitlicher Abfolge genau – auf triumphierende Weise fest, In diesem Fall am Beispiel aufgezeigt für den Bürgermeister Caspar Amman, der den Grabstein der jüdischen Frau Gnennelin mit einer solchen Beischrift versehen ließ.
In einem anderen Fall wurde der Grabstein der Jüdin Gutel mit einem Loch versehen und diente dann nach 1533 als Abort im Regensburger Rathaus für die zum Tode verurteilten Todeskandidaten. „Hier wurde in bes[onders] widerwärtiger Weise die Funktion von Spolien als Trophäen fortgeschrieben.“
Neben den im Stadtbild sichtbaren Steinen tauchen im Laufe der Zeit immer wieder auch zwischenzeitlich unsichtbar gewordene, als Baumaterial genutzte Grabsteine auf. Insgesamt sind im Stadtgebiet von Regensburg mehr als 100 solcher Grabsteine und Fragmente bekannt. Es sind aber nicht alle davon heute noch vorhanden und so gut erhalten, dass der Name des Verstorbenen und das Todesjahr ablesbar sind. Auffällig und mit dem Materialwert nicht erklärbar ist die überregionale Verschleppung von Grabsteinen; sie finden sich in einem Gebiet, das dem Einzugsbereich der Wallfahrt zur Schönen Madonna von Regensburg entspricht.

## Geschichte des mittelalterlichen Friedhofs
Außerhalb der damaligen Stadtmauer von Regensburg, im Südwesten vor dem damaligen Vorgängertor des späteren Peterstors, hatte die jüdische Gemeinde bereits 1210 ein Grundstück erworben, um es als Friedhof zu nutzen. Eine kontinuierliche Bestattungspraxis bis zur Vertreibung der Juden im Jahr 1519 ist durch erhaltene und datierbare Grabinschriften nachweisbar. Die älteste Inschrift stammt aus dem Jahr 1217/18, die jüngste aus dem Jahr 1516. Wahrscheinlich hatten sich christliche Steinmetze entsprechende Fachkenntnisse angeeignet, um für jüdische Auftraggeber die hebräischen Inschriften auf den Grabsteinen anzufertigen. Genaueres über diese Kooperation und eventuelle Mitwirkung von Juden bei der Herstellung der Grabsteine ist nicht bekannt. Das von einer Mauer umschlossene jüdische Friedhofsgelände betraten Christen wohl nur selten (wie etwa bei der Anlieferung eines neuen Grabsteins). Das Gelände des jüdischen Friedhofs war den Blicken von Christen entzogen und unterschied sich dadurch erheblich von den zeitgenössischen christlichen Friedhöfen, die, zentral gelegen, bei jedem Kirchgang durchschritten wurden und auch Orte religiöser oder profaner Versammlungen waren.
1519 zwang der Stadtrat von Regensburg die jüdische Gemeinde, die Stadt zu verlassen. Die vertriebenen Juden versuchten danach auf dem Rechtsweg, die Wiederherstellung des Zustands vor der Ausweisung zu erreichen. In ihrer Supplikation (Bittschrift) an das Regiment zu Innsbruck verwiesen sie nicht nur auf ihre widerrechtliche Vertreibung, sondern auch auf die Zerstörung ihrer Synagoge und ihrer Wohnhäuser sowie auf die Zerstörung des Friedhofs. Besonders die Begräbnisstätte versuchte die jüdische Gemeinde zu sichern, denn nicht nur die Grabsteine waren entwendet worden, auch einige Leichname waren ausgegraben und geschändet worden. („[Man hat] die toten leich ausgraben lassen, dieselben umbschlayfen, darein hauen, stechen, das wider alle gesatz und natur ist. …“). Die Rechtsstreitigkeiten endeten mit einem kaiserlichen Schiedsspruch vom 17. Mai 1521: Eine Rückkehr der jüdischen Gemeinde ließ sich nicht realisieren, zumal die Gemeindeglieder mittlerweile an verschiedenen Wohnorten lebten. Für den Verlust ihres Eigentums mussten sie eine Entschädigungszahlung akzeptieren. Einzig in Bezug auf ihren Friedhof erhielten die jüdischen Antragsteller Recht: die Totenruhe sollte gewahrt bleiben.
Die christliche Bevölkerung von Regensburg widmete das Friedhofsgelände nach dem Abräumen der Umfassungsmauer und der Grabsteine symbolisch um, indem sie dort mit drei Kreuzen einen Kalvarienberg errichtete.

## Lage des jüdischen Friedhofs

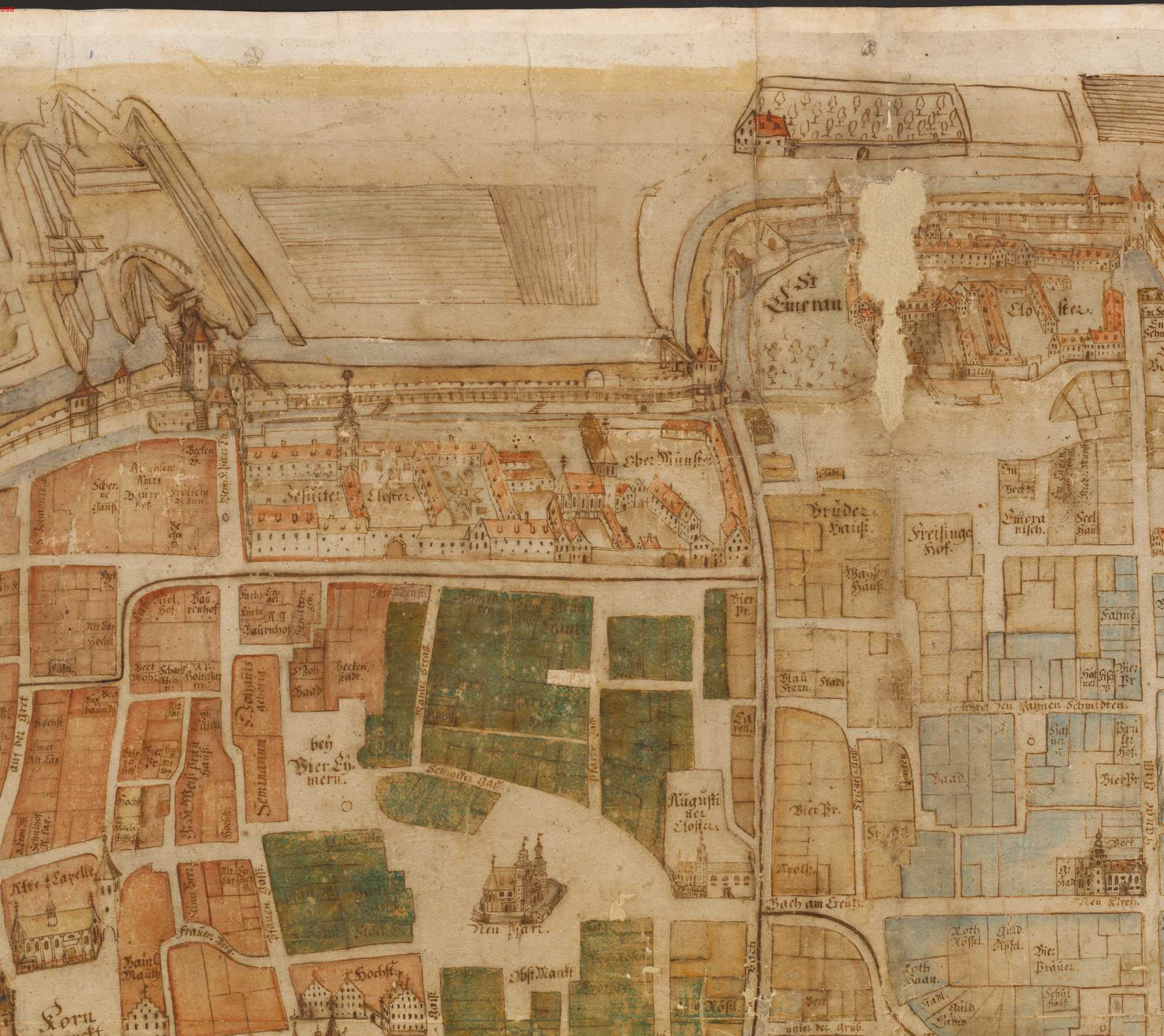
Unbebautes Gelände vor den Stadtmauern, zwischen Peterstor und St. Emmeram. Süden ist oben. (1700)

Aus historischen Quellen ist nur die ungefähre Lage des Friedhofs im weitläufigen Gelände der „Emmeramer Breiten“ bekannt. 1877 wurden bei Kanalbauten südlich der Maximilianstraße ein Grabstein und mehrere Bestattungen freigelegt. In einem zeitgenössischen Pressebericht heißt es: „Die Leichen waren in Holzsärge gebettet, deren Reste noch nachweisbar sind, und liegen meistens sehr oberflächlich, mit der Sohle des Grabes 2 bis 3 Fuß unter der Erde …“ Bei den rund 30 Bestattungen wurden einige wenige Kleinfunde (Kleidungsapplikationen, Anhänger, Nägel) gemacht, „über den Skeletten, in die Erde gesunken, lag noch ein gebrochener Grabstein mit hebräischer Inschrift.“
2009 grub ein Team unter Leitung des Stadtarchäologen Lutz Dallmeier am Ernst-Reuter-Platz, im Grünbereich zwischen Maximilianstraße und Kepler-Monument. In der Fürst-Anselm-Allee stieß man bei der Grabung unter dem Humus auf Grab-Gruben, die dem ehemaligen, von 1210 bis 1519 bestehenden jüdischen Friedhof zugeordnet werden konnten. Hier befand sich die Nordostecke des mittelalterlichen jüdischen Friedhofs. Die Archäologen öffneten die vorgefundenen Gräber nicht. In Koordination mit der Jüdischen Gemeinde Regensburg und dem Committee for the Preservation of Jewish Cemeteries in Europe regelte die Stadt Regensburg, dass der Bereich der Gräber bei geplanten künftigen Bebauungen des Platzes ausgespart bleibt. 2018 untersuchten Archäologen das nördliche Areal vor dem Regensburger Hauptbahnhof vor den auch dort geplanten Baumaßnahmen, ohne in diesem Bereich auf Spuren des mittelalterlichen Friedhofs zu stoßen.

## Liste erhaltener Grabsteine
Die Grabsteine des jüdischen Friedhofs wurden nach 1519 entwendet und in Regensburg als Baumaterial genutzt (eine größere Zahl von Steinen dürfte zum Bau der Neupfarrkirche gebraucht worden sein). Teils wurden sie wie antijüdische Trophäen mit deutenden Inschriften versehen an Fassaden zur Schau gestellt. „Über ihre hebräischen Schriftzeichen klar erkennbar, wenn auch nicht in früherer Bedeutung erschließbar, verwiesen die einstigen Grabmale auf ein jüdisches Leben, dessen man sich bewusst entledigt hatte.“
In den folgenden Jahrhunderten trat die judenfeindliche Abzweckung der Steinsetzungen in den Hintergrund, es blieb aber das Bewusstsein wach, dass es sich um hebräische Schrift und daher um „Judensteine“ handelte. Auch nach Renovierung oder Neubau wurde den Grabsteinen wieder ein Platz an der Fassade oder im Eingangsbereich zugewiesen, auch zog man die Buchstaben mit Farbe nach. Die Steine waren zu einem Teil der Hausgeschichte geworden.
| Ort                    | Aufstellungsort                              | Todesjahr           | Verstorbene(r)             | Vater                 | Beschreibung | Bild |
| ---------------------- | -------------------------------------------- | ------------------- | -------------------------- | --------------------- | --- | ---- |
| Regensburg             | Historisches Museum.                         | 1217/18             | David                      | Joseph                | Der hier als Vater genannte Joseph ist vermutlich mit einem Joseph identisch, der beim Kauf des Friedhofsgrundstücks als Zeuge auftrat. |      |
| Kelheim                | Kloster Trauntal. (Standort)                 | 1220                | Vrona                      | Mose                  | An der Außenmauer zur Donau. |      |
| Cham                   | Marktplatz 2. (Standort)                     | 1230                | Mirjam                     | Ephraim               | Rathaus. Am Erker im 1. Stock. Unter der hebräischen Inschrift wurde auf dem Grabstein nachträglich eine Inschrift angebracht, die in deutscher Sprache an die Vertreibung der Juden aus Regensburg 1519 erinnert. |      |
| Wartberg ob der Aist   | Schloss Haus (Standort)                      | 1236                | Greta                      | Gerschom              | Wand in der Eingangshalle. |      |
| Neuburg an der Donau   | Schlossmuseum.                               | 1241                | Esther                     | Abraham               | |      |
| Kelheim                | Donaustraße 16. (Standort)                   | 1249                | Orgia                      | Juda                  | Fassade der Stadtapotheke. Ein Relief mit der Darstellung einer „Judensau“ und deutschsprachiger Inschrift befand sich früher ebenfalls an dieser Fassade: „Anno dni 1519 iar worden die iuden zu rengspurg ausgesch[a]fft.“ Die Judensau-Darstellung wurde im 19. Jahrhundert von der Fassade abgenommen, aber im Hausflur gelagert. Angehörige der US-Streitkräfte veranlassten anscheinend 1945 die Entfernung.                              |      |
| Regendorf              | Schloss Regendorf. (Standort)                | 1249                | Sabbatai                   | Menachem              | Fassade an der Westseite im Eingangsbereich des südlichen Schlosshofs. Der Bauherr war Reichsmünzmeister Martin Lerch. |      |
| Regensburg             | Domplatz. (Standort)                         | 1251                | Jerachmiel                 | Simcha                | Dom St. Peter. Fußboden im nordöstlichen Seitenflügel des Kreuzgangs. |      |
| Regensburg             | Historisches Museum.                         | 1252                | Plume                      | Joseph                | Original des Steins, der sich an der Hausfassade des Gebäudes Vor der Grieb 1 im 2. Obergeschoss befand; dort wurde eine Kopie des Steins angebracht. |      |
| Tegernheim             | Kirchstraße 18. (Standort)                   | 1252                | Meschullam                 | Juda                  | Im Vorgarten des kath. Pfarrhauses. Von 1534 bis 1968 an der Giebelwand einer Scheune des Pfarrhofs angebracht; für die Ausstellung „Wittelsbach und Bayern“ (1980) restauriert und dort präsentiert. |      |
| Regensburg             | Historisches Museum.                         | 1260                | Guthil                     | Jakob                 | |      |
| Regensburg             | Historisches Museum.                         | 1273                | Esther ha-ialda            |                       | „Jüdischer Grabstein mit hebräischer Inschrift, in der Blendverquaderung des Umgangsockels der Neupfarrkirche mit nach innen gekehrter Schrift vermauert. Derselbe wurde [bei Baumaßnahmen 1929] ausgelöst.“ |      |
| Nürnberg               | Germanisches Nationalmuseum.                 | 1282                | Israel                     | Joseph                | |      |
| Wolkering              | Kirchberggasse. (Standort)                   | 1292                | Dobrosława                 | Nathanael             | Rechts vom Tor der Kirchhofsmauer. |      |
| Mintraching            | Stadlergasse 2a.                             | 1294                | Josiphja                   | Schalom               | Unter dem Vordach der Trauerhalle des Friedhofs. |      |
| St. Martin im Innkreis | Ortsteil Diesseits. (Standort)               | 1294                | Rahel                      | Tobia                 | Südliche Außenfassade der kath. Pfarrkirche St. Martin im Innkreis. |      |
| Kelheim                | Kloster Trauntal. (Standort)                 | 13. Jahrhundert     | Perla                      | Mordechai             | Innenraum der Felsenkirche. |      |
| Regensburg             | Historisches Museum.                         | 1312                | Mose                       | Isaak                 | |      |
| Regensburg             | Historisches Museum.                         | 1316                | Frodin                     | Schalom               | Kindergrabstein. |      |
| Regensburg             |                                              | 1325                | Gnenna                     | Awigdor ha-Kohen      | Ehemals an der Fassade des Hauses Minoritenweg 14, das im 20. Jahrhundert abgebrochen wurde. |      |
| Regensburg             | Historisches Museum.                         | 1326                | Joseph                     | Jechiel               | Im 18. Jahrhundert anscheinend frei stehend, „zu Prebronn am Brunnen.“ |      |
| Straubing              | Gäubodenmuseum.                              | 1328                | Asaria                     | Hosea                 | Der Grabstein war wahrscheinlich ein umgearbeiteter Sarkophagdeckel. Original im Gäubodenmuseum, Kopie in der Rosengasse 14. |      |
| Regensburg             | Historisches Museum.                         | 1335                | Gitel                      | Nachman               | Im 18. Jahrhundert wahrscheinlich frei stehend „auf der Kuhwiese“. |      |
| Regensburg             | Rathausplatz 1. (Standort)                   | 1336/37             | Gutel                      | David                 | Altes Rathaus, Abortplatte im Lochgefängnis. |      |
| Regensburg             | Historisches Museum.                         | 1344                | Isak                       | Nissim                | |      |
| Regensburg             | Historisches Museum.                         | 1349                | Menachem                   | Jakob                 | Im 18. Jahrhundert an Leipolds Stadel, Bismarckplatz 9. |      |
| Regensburg             | Historisches Museum.                         | 1371                | Lea und Sara               | Ephraim               | Doppelgrabstein für zwei Schwestern; beide werden als „schön“ bezeichnet. |      |
| Regensburg             | Am Judenstein.                               | 1374                | Mose                       | Joseph                | Vor der Fassade der Realschule. „In Regensburg werden seit der Wende zum 17. Jahrhundert zunächst verschiedene, dann ein einzelner Stein als judenstein begriffen und hervorgehoben […] Das entsprechend ausgewiesene Monument fungiert seit dem 17. Jahrhundert bis heute nachweislich als Ortsmarkierung.“ |      |
| Regensburg             | Keplerstr. 14. (Standort)                    | 1380                | Michlin und Alexander      | Abraham               | Im Innenraum des Restaurants aufgestellt. Das repräsentative Gebäude wurde 1527 als Weinstadel errichtet. Doppelgrabstein, vermutlich umgearbeiteter römischer Sarkophagdeckel. |      |
| Regensburg             | Emmeramsplatz 11. (Standort)                 | 1380                | Baruch                     | Chajim                | Evangelisches Krankenhaus, Außenfassade. Im 18. Jahrhundert „Am Bruderhause“, Obere Bachgasse 22. |      |
| Eferding               | Stadtplatz 37. (Standort)                    | 1406                | Prive, Ehefrau des Joseph  | Jechja ha-Levi        | Am ehemaligen Löwenwirtshaus, mit hinzugesetzter deutender Inschrift: „Anno domini 1518 stet geschrieben. Hat man die juden tze Regenspurg ausgetrieben“ und Namen des Hauseigentümers T. Schnaittenpart. |      |
| Straubing              | Gäubodenmuseum                               | 1430                | Merlin                     | Simon ha-Levi         | Aus Schloss Obermotzing. |      |
| Regensburg             | Neue-Waag-Gasse 2. (Standort)                | 1463                | Gutrut                     | Jakob ha-Levi         | Linke Wand der Tordurchfahrt. Der Stein ist von beiden Seiten sichtbar. Vorderseite: Hebräische Grabinschrift. Am Sockel des Grabsteins wurden die Wappen der Hauseigentümer Martin Lerch und Dorothea geb. Kastner angebracht. Rückseite: Einzeilige hebräische Namensinschrift, darüber klein die Wappen Lerch und Kastner. Darunter folgende Inschrift: „Im 1519. Jar am 22 tag Hornung sindt die Juden hie zu Regenspurg vertriben worden.“ |      |
| Regensburg             | Neupfarrplatz 7. (Standort)                  | 1482                | Pessel                     | Joseph                | Linke Wand der Tordurchfahrt. |      |
| Regensburg             | Haidplatz 1. (Standort)                      | 14./15. Jahrhundert | Jutta                      | Isaak                 | Wand im Treppenhaus. |      |
| Regensburg             | Hinter der Grieb 2. (Standort)               | 1516                | Gnennlin                   | Jekutiel              | An der Westfassade des Innenhofs. |      |
| Regensburg             | Rathausplatz 1 / Roter Herzfleck. (Standort) |                     | […]                        |                       | Übergang vom Alten zum Neuen Rathaus, auf einer Konsole im 1. Obergeschoss. |      |
| Regensburg             | Brückstraße 2. (Standort)                    |                     | […]                        | Kneblein              | Fassade des Amberger Salzstadels im 1. Obergeschoss. Grabsteinfragment mit zwei hinzugefügten Jahreszahlen 1519 und 1551. |      |
| Regensburg             | Krauterermarkt 3. (Standort)                 |                     | […]                        |                       | Bischofshof. Nordtrakt des Innenhofs, seit Renovierung unter Putz. |      |
| Regensburg             | Neupfarrplatz. (Standort)                    |                     | […]                        |                       | Ev. Luth. Neupfarrkirche. Bodenplatte der Wendeltreppe im Südturm. |      |
| Regensburg             | Neupfarrplatz. (Standort)                    |                     | […]                        |                       | Ev. Luth. Neupfarrkirche. Mehrere Steine im Nordturm. |      |
| Regensburg             | Historisches Museum.                         |                     | […]                        |                       | Zu einer Schießscharte umgearbeitet. |      |
| Regensburg             | Historisches Museum.                         |                     | Guta                       | Mose                  | |      |
| Regensburg             | Historisches Museum.                         |                     | […]                        |                       | |      |
| Regensburg             | Historisches Museum.                         |                     | Jakob und sein Sohn Joseph | Joseph                | Doppelgrabstein für Vater und Sohn. |      |
| Regensburg             | Historisches Museum.                         |                     | Schöne                     | Ascher, ein Gelehrter | Vom Ehemann gesetzter Grabstein; bei Schöne war offenbar die Herkunftsfamilie von Bedeutung. |      |
| Regensburg             | Historisches Museum.                         |                     | Pferli                     | Mordechai ha-Kohen    | „Ich weine und schreie in Bitternis über das junge Mädchen Pferli seligen Angedenkens […]“ |      |
| Mangolding             | Kirchstraße. (Standort)                      |                     | […]                        |                       | Links vom Eingang der kath. Pfarrkirche St. Peter. |      |

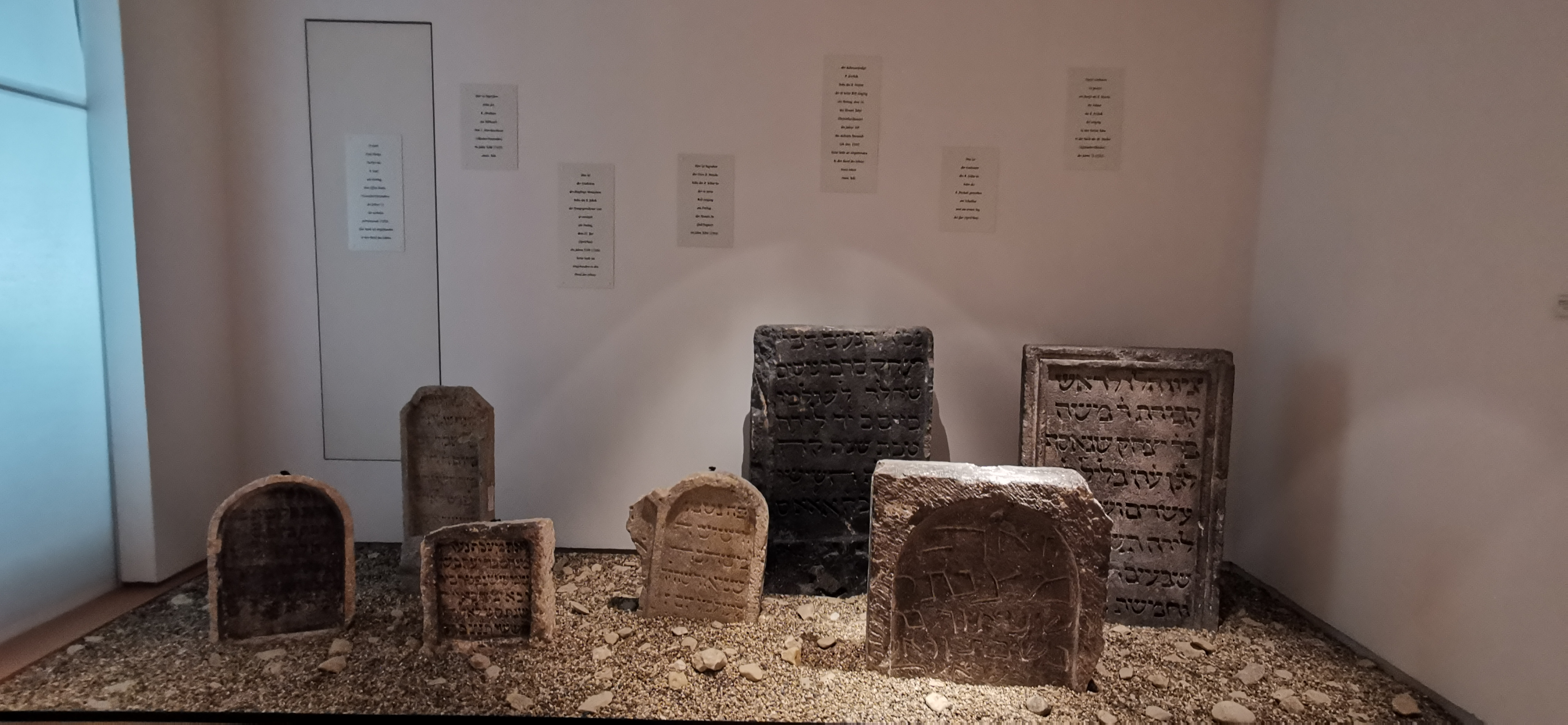
Jüdische Grabsteine im Historischen Museum Regensburg

Das Verzeichnis, das Georg Heinrich Paricius 1724 anlegte, zeigt, dass die Steine relativ beweglich waren und der damalige Aufstellungsort oft nicht dem heutigen entspricht:
1. Haus des Herrn Fuchs; heute auf dem gleichen Grundstück, Neupfarrplatz 7, in den Neubau integriert.
2. Haus des Herrn Weißböck; heute am gleichen Haus, Hinter der Grieb 2.
3. Herrn Krütingers Buchdruckerei, gegenüber dem Rathaus; heute verschollen.
4. Fechtschule in der Mauer an der Stiegen; heute am gleichen Haus, Neue-Waag-Gasse 2.
5. Bruder-Haus; heute: Emmeramsplatz 11.
6. Herrn Leypolds Stadel; heute im Historischen Museum.
7. Haus des Musikanten Lorentz Sametinger neben dem Mohrenwirt; heute verschollen.
8. Jesuitenseminar (d. h. ehemaliges Damenstift Obermünster, 1809 durch Brand weitgehend zerstört); der Grabstein ist verschollen.
9. Dominikanerkloster; heute verschollen.
10. Dominikanerkloster; heute verschollen.
11. Zeughaus gegenüber dem Bierbrauer; heute verschollen.
12. Sogenannter Judenstein – immer noch an der nach ihm benannten Straße und mittlerweile stark verwittert.
13. Zu Prebronn am Brunnen; heute im Historischen Museum.
14. Auf der Kuhwiese; heute im Historischen Museum.
15. Stadtknechtshaus hinter der Grüb; heute im Historischen Museum.